# Aleksander Gąssowski
Aleksander Gąssowski (ur. 25 maja?/7 czerwca 1910 w Petersburgu, zm. 22 maja 1980 w Warszawie) – polski aktor, teatralny, filmowy i telewizyjny, reżyser teatralny, dyrektor teatrów.

## Życiorys
Urodził się 7 czerwca 1910 w Petersburgu, ówcześnie na terenie Imperium Rosyjskiego. Karierę artystyczną rozpoczął w 1930 w warszawskim Teatrze dla Dzieci „Jaskółka”. W 1932 zdał aktorski egzamin eksternistyczny przy ZASP. Przed II wojną światową pracował w Polskim Radiu (1932–1939).
W 1945 występował na scenie Starego Teatru w Krakowie. Przez ponad 20 lat był dyrektorem różnych teatrów: Teatru Dramatycznego Województwa Gdańskiego w Sopocie (1945/1946), Teatru Aktorów Województwa Gdańskiego w Gdyni (1947), Teatru im. Juliusza Osterwy w Gorzowie Wielkopolskim (1947/1948), Teatru Miejskiego w Bydgoszczy (1948/1949), Teatru Polskiego w Bielsku-Białej (1949–1953), Teatru Polskiego w Poznaniu (1953–1956). W latach 1956–1959 grał i reżyserował w Teatrze im. Stefana Jaracza w Olsztynie. W latach 1959–1966 był dyrektorem Teatru Popularnego, później przemianowanego na Teatr Ziemi Pomorskiej w Grudziądzu.
Był członkiem PZPR.
W prowadzonych przez siebie zespołach również występował jako aktor i reżyserował. W latach 1967–1972 występował na deskach Teatru Polskiego w Warszawie. W 1972 przeszedł na emeryturę, ale nadal występował gościnnie.
Występował również w Teatrze Telewizji, m.in. w spektaklach: Notes Zdzisława Skowrońskiego w reż. Jerzego Antczaka (1968), Kollokacja Józefa Korzeniowskiego w reż. Maryny Broniewskiej (1969) i Epilog norymberski Jerzego Antczaka (1969) oraz w przedstawieniu Tristan 1946 według Marii Kuncewiczowej w reż. Janusza Majewskiego jako Stevens (1971) i Fantazy Juliusza Słowackiego w reż. Gustawa Holoubka jako Kajetan (1971), a także w epizodach w Profesorze Skutarewskim Leonida Leonowa w reż. Konstantego Ciciszwili (1971) i Sprawie Evy Evard według Andrzeja Struga w reż. Andrzeja Zakrzewskiego (1972).
Na ekranie zadebiutował w 1931 w filmie Dziesięciu z Pawiaka w reż. Ryszarda Ordyńskiego.
Pochowany na cmentarzu Rakowickim w Krakowie (kwatera AA-9-7).

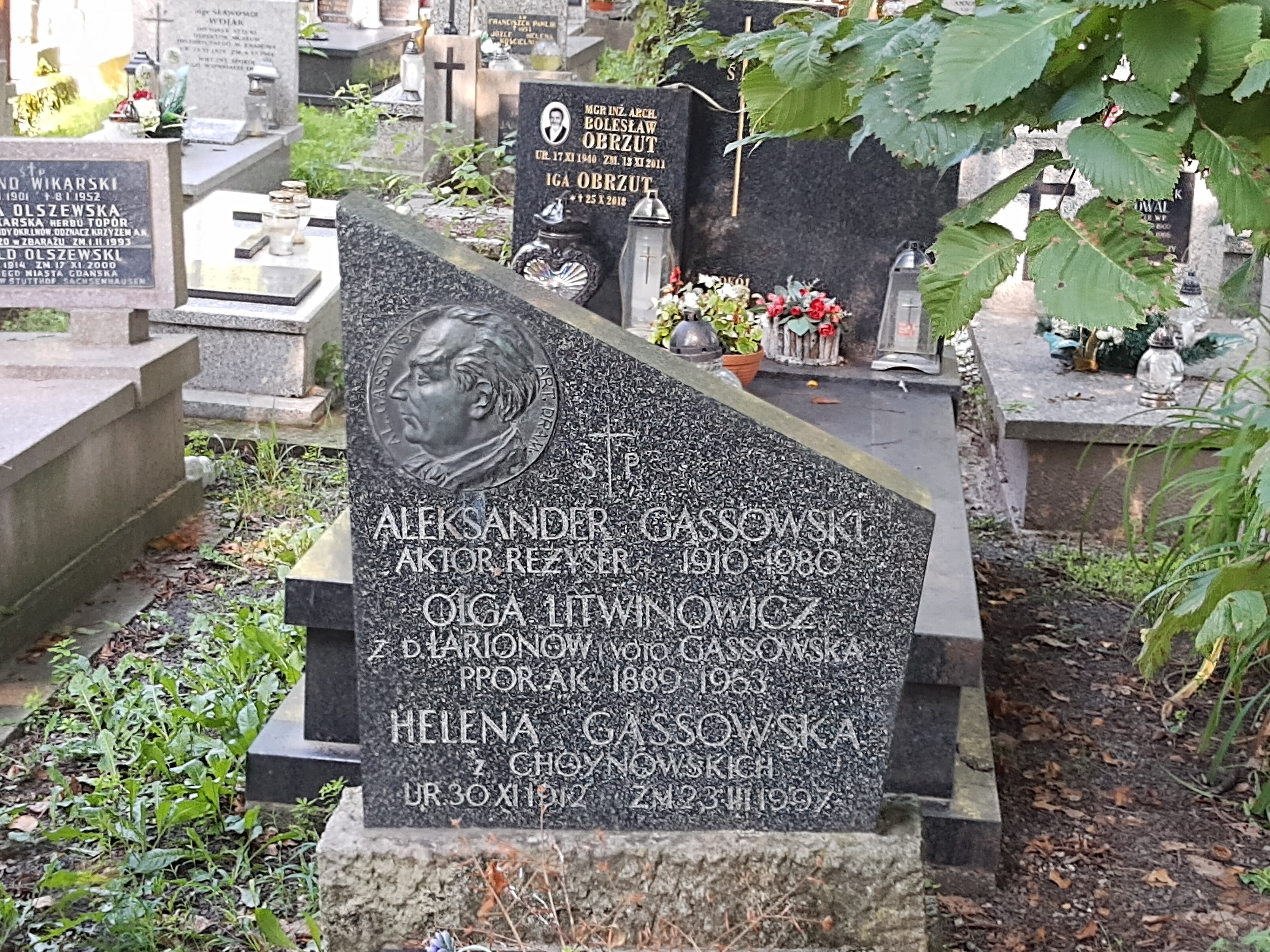
Grób Aleksandra Gąssowskiego na cmentarzu Rakowickim

## Filmografia
- Dziesięciu z Pawiaka (1931)
- Księżna łowicka (1932)
- Warszawska premiera (1950) – hrabia Jefimow
- Młodość Chopina (1951) – Grzymała
- Niedaleko Warszawy (1954) – Henisz, przedwojenny dyrektor huty
- Godziny nadziei (1955) – dyrektor teatru frontowego
- Nikodem Dyzma (1955) – premier
- Krzyżacy (1960) – Kropidło
- Hrabina Cosel (1968) – hrabia Antoni Albrecht Imhoff
- Hrabina Cosel (1968) – hrabia Antoni Albrecht Imhoff (odc. 1)
- Planeta Ziemia (1968)
- Do przerwy 0:1 (serial telewizyjny) (1969)
- Pan Wołodyjowski (1969)
- Epilog norymberski (1970) – Francois Demanthon, oskarzyciel francuski
- Pejzaż z bohaterem (1970) – nauczyciel w Warszawie
- Nie lubię poniedziałku (1971) – członek jury konkursu w „Zachęcie”
- Kopernik (1972) – wykładowca Akademii Krakowskiej
- Kopernik (1972) – wykładowca Akademii Krakowskiej (odc. 1)
- Czarne chmury (serial telewizyjny) (1973) – biskup (odc. 6. Intryga, odc. 7. Pantomima i odc. 10. Pościg)
- Nagrody i odznaczenia (1973)
- Wielka miłość Balzaka (serial telewizyjny) (1973) – mężczyzna na ślubuie Anny Hańskiej i Jerzego Mniszcha (odc. 6. Linoskoczki)
- Gniazdo (1974) – ustępujący przewodniczący rady starszych
- Ile jest życia (serial telewizyjny) (1974) – administrator
- Potop (1974)
- Kazimierz Wielki (1975) – Henryk z Lipy, przedstawiciel Jana Luksemburskiego
- Mała sprawa (1975) – podwładny ważnego gościa
- Noce i dnie (1975) – lekarz
- Bezkresne łąki (1976)
- Trędowata (1976) – arystokrata
- Lalka (serial telewizyjny) (1976) (odc. 8. Damy i kobiety)
- Biały mazur (1978)
- Rodzina Połanieckich (serial telewizyjny) (1978) (odc. 7. Powrót)
- Romans Teresy Hennert (1978) – ziemianin
- Tajemnica Enigmy (serial telewizyjny) (1979) – ambasador Wielkiej Brytanii w Bukareszcie (odc. 4. Ocalić myśl)
- Królowa Bona (serial telewizyjny) (1980) – Piotr Gamrat, biskup przemyski

## Odznaczenia i nagrody
- Krzyż Kawalerski Orderu Odrodzenia Polski (1965)
- Złoty Krzyż Zasługi (1951)[3]
- Medal 10-lecia Polski Ludowej
- Odznaka Zasłużony Działacz Kultury
- Złota Honorowa Odznaka ZSMW
- Złota Odznaka Zasłużonego Działacza Związku ZPKiSZ
- Odznaka Zasłużony dla Warmii i Mazur (1965)
- Medal 900-lecia miasta Grudziądza (1966)